# Símbols del Yukon
El territori canadenc del Yukon va establir diversos símbols oficials a partir de la seva separació el 1898 dels Territoris del Nord-oest.

## Símbols oficials
| Símbol           | Nom                                              | Imatge                     | Adopció     | Observacions |
| ---------------- | ------------------------------------------------ | -------------------------- | ----------- | --- |
| Escut d'armes    | Escut d'armes del Yukon                          | Escut d'armes del Yukon    | 1956        | L'escut d'armes fou dissenyat pel conegut expert en heràldica canadenc Alan Beddoe a principis de la dècada de 1950 i aprovat per la reina Elisabet II el 1956. Està format per un escussó coronat per un gos malamut d'Alaska sobre un tou de neu. |
| Escut provincial | Escut provincial del Yukon                       | Escut provincial del Yukon | 1956        | Escut partit horitzontalment en dues parts. La superior, que ocupa un terç de l'escut, té un camp blanc amb la creu de sant Jordi en reconeixement dels primers exploradors anglesos i una rodella de vaire com a símbol del comerç de pell. La part inferior, de camp blau marí és travessat per dos pals ondats blancs que representen els rius del territori, i sortint de la base dues piles de gules invertides, d'argent fimbriat i carregades cadascuna amb dos rodelles d'or en pal, en representació de les muntanyes i per simbolitzar els recursos minerals descoberts a partir de la febre de l'or de Klondike. |
| Bandera          | Bandera del Yukon                                | Bandera del Yukon          | 1968        | La bandera està formada per tres franges verticals, blava, blanca i verda amb l'escut d'armes del territori al centre, sent la franja central el doble de les altres. Fou oficialment acceptada per la "Flag Act" d'1 de desembre de 1967 i fou el disseny guanyador d'un concurs a tot el territori patrocinat per la branca de Whitehorse de la Reial Legió Canadenca com a part de les celebracions del centenari del Canadà de 1967. |
| Flor             | Cameneri (Epilobium angustifolium)               | Cameneri                   | 1957        | Fou escollida com a emblema floral l'any 1957. És una planta resistent i creix al llarg de les carreteres i les clarianes del Yukon des de mitjans de juliol fins a setembre. Les seves flors són d'un magenta brillant, la qual cosa la converteix en una de les plantes més atractives del nord. Es tracta d'una de les primeres plantes que apareix després d'un incendi forestal. |
| Ocell            | Corb (Corvus corax)                              | Corb                       | 1985        | Fou adoptat com a ocell oficial l'any 1985. És un ocell amb el plomatge de color negre uniforme que es pot veure a tot el territori, i una figura important en diverses cultures de les Primeres Nacions del Yukon. |
| Arbre            | Avet blanc de les Rocoses (Abies lasiocarpa)     | Avet blanc de les Rocoses  | 2001        | L'avet, pot mesurar entre 6 i 20 metres d'alçada i de branques curtes i rígides s'inclinen cap avall, la qual cosa li permet suportar grans càrregues de neu i gel. Les fulles produeixen un te amb gust de llimona, que és un remei tradicional per al refredat de les Primeres Nacions ric en vitamina C. La saba extreta de les butllofes de la seva escorça també ha estat utilitzada pels aquests pobles com a medicina tradicional per a les malalties pulmonars. |
| Gemma            | Latzulita                                        | Latzulita                  | 1976        | La Latzulita s'adoptà com a pedra preciosa oficial el 1976. Al Yukon, la latzulita es troba a la roca sedimentària en capes de la zona del riu Blow, a uns 32 km al sud del mar de Beaufort. El color i les qualitats cristal·lines de la latzulita del Yukon es troben entre les millors del món. |
| Tartà            | Verd, blau fosc, magenta, groc, blanc i blau cel |                            | 1984        | El tartà es compon de ratlles verdes, blau fosc, magenta, groc i blanc de diferents amplades sobre un fons blau clar. Va ser dissenyat per Janet Couture de Watson Lake el 1965 i acceptat posteriorment l'octubre de 1984. El fons blau cel representa el cel de Yukon, el verd els boscos del territori, el blanc la neu i el groc l'or del Yukon. El magenta és el color del cameneri, la flor oficial, i el blau marí representa les muntanyes. |
| Matrícula        | Placa de matrícula                               |                            | Des de 1914 | El territori té matrícula pròpia des del 1914, i des del 1990 són de fons blanc i una franja inferior blau cel amb cinc caràcters negres (tres lletres i dos xifres), una figura d'un buscador d'or en color a l'esquerra de la placa i les paraules "The Klondike" i "Yukon" en vermell a la part superior i inferior respectivament. |